# ریشک‌ماهی ساوبوا
ریشک‌ماهی ساوبوا (نام علمی: Sawbwa resplendens) که بنام رامینوز آسیایی شناخته میشود، نام یک گونه از تیره کپورماهیان است.